# Christie's

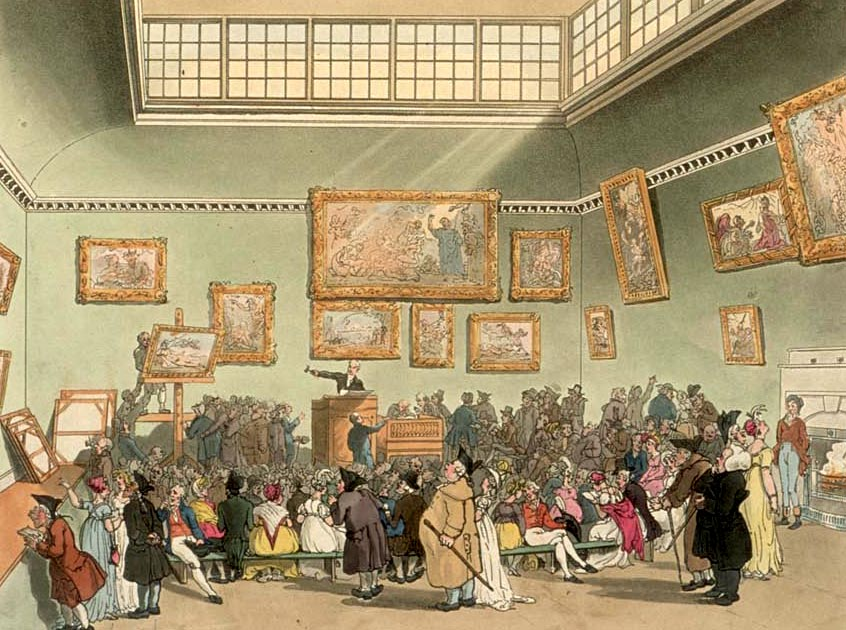
Sala de subhastes de Christie's de Londres, el 1808.

Christie's és una de les més famoses cases de subhasta del món. Va ser fundada a Londres, Anglaterra, el 5 de desembre de 1766 per James Christie. Christie's va aconseguir crear-se ràpidament una reputació entre les cases de subhasta britàniques, aprofitant el gran moment que la capital britànica va viure en els anys següents a la Revolució Francesa respecte del comerç d'obres d'art. Christie's ha arribat en els últims anys a subhastar obres i objectes personals de creadors i personalitats com Vincent Van Gogh, Pablo Picasso, Leonardo da Vinci, Rembrandt, Napoleó Bonaparte i Lady Diana, així com obres considerades patrimoni cultural de la humanitat.
Des de l'any 1823 la seu principal es troba a King Street, a Saint James's.
Christie's disposa de filials en tot el món: Nova York, París, Ginebra, Roma, Milà, Los Angeles, Amsterdam, Hong Kong, Singapur, Bangkok.